# Ruth Landshoff
Ruth Landshoff, nata Ruth Levy (Berlino, 7 gennaio 1904 – New York, 19 gennaio 1966), è stata un'attrice e scrittrice tedesca, naturalizzata statunitense.

## Biografia
Figlia dell'ingegnere ebreo Edward e della cantante lirica Else Landshoff, ebbe una famiglia abbastanza agiata. Peraltro lo zio era un noto editore, Samuel Fisher.
Durante la Repubblica di Weimar, Berlino divenne la capitale artistica ed intellettuale d'Europa tanto che poteva contare tra i suoi amici personaggi quali Ernst Toller, Bertolt Brecht, Thomas Mann e Albert Einstein. Tra le amiche che ebbe più vicine ci fu senz'altro Annemarie Schwarzenbach. In ogni caso, Landshoff frequentava anche bar gay, si vestiva da uomo e si presentava con il suo nome da alter-ego René, giocava a tennis e hockey, andava in moto ed è stata una delle prime donne a guidare un'auto a Berlino.
Prima di divenire attrice teatrale, negli anni venti comparve in alcune pellicole mute, tra cui il celebre Nosferatu di Friedrich Wilhelm Murnau del 1922, e comparve nello stesso anno anche in un film di Carl Theodor Dreyer. Quindi approdò alla scuola di teatro e si esibì in vari spettacoli a Berlino, Vienna, Lipsia fino a decidere di abbandonare il palcoscenico. Nel 1927 era sul palco a Vienna insieme a Marlene Dietrich, che all'epoca era poco conosciuta.
Per una donna della sua classe era normale andare a Milano ad ascoltare un concerto di Arturo Toscanini o andare al Festival di Salisburgo. Attraverso il suo amante, il poeta e drammaturgo Karl Gustav Vollmöller conobbe Charlie Chaplin.
Negli ultimi anni Venti fu anche editorialista per alcune riviste come Vogue in lingua tedesca, Die Dame, Berliner Illustrirte Zeitung ed altri.
Nel 1930 sposò il conte David Yorck von Wartenburg dal quale divorziò nel 1937.
Con l'avvento del nazionalsocialismo al potere, nel 1933 emigrò prima in Francia, poi in Inghilterra, quindi in Svizzera ed infine in America dove arrivò nel marzo del 1937. Imparò velocemente l'inglese e si dedicò alla scrittura e alle traduzioni, stabilendosi a New York. Scrisse romanzi, poesie ed articoli su varie riviste. La sua eredità intellettuale, i suoi libri originali, le memorie si trovano presso la Biblioteca dell'Università di Boston.

## Pubblicazioni
- Das Wehrhafte Mädchen, Gedichte, Privatdruck, 1929
- Die Vielen und der Eine, Ernst Rowohlt, Berlin 1930, nuova edizione: Aviva, Berlin 2001 - ISBN 3-932338-14-6
- The Poems, private edition with 10 poems, 1935
- The Man Who Killed Hitler, scritto assieme a Dean Southern Jennings e David Malcolmson, pubblicato a Londra e a Hollywood nel 1939
- Sixty to Go, New York, 1944
- Lili Marlene. An Intimate Diary, New York, 1945
- So Cold the Night, New York, 1948
- Das Ungeheuer Zärtlichkeit. Sammlung von Erzählungen, Frankfurter Verlags-Anstalt, Frankfurt 1952
- Klatsch, Ruhm und kleine Feuer, Biographische Impressionen, Kiepenheuer & Witsch, Köln/Berlin 1963

## Pubblicazioni postume
- Die Schatzsucher von Venedig, scritto nel 1932. Erstausgabe aus dem Nachlass, Walter Fähnders (a cura di), pubblicato per la prima volta: Aviva, Berlin 2004 - ISBN 3-932338-15-4; ristampa 2013 - ISBN 978-3-932338-56-4
- Roman einer Tänzerin (1933 circa), Erstausgabe aus dem Nachlass, Walter Fähnders (a cura di), Aviva, Berlin 2005 - ISBN 3-932338-15-4
- In den Tiefen der Hölle, Erstausgabe aus dem Nachlass, Walter Fähnders (a cura di), ripubblicato: Aviva, Berlin 2010 - ISBN 978-3-932338-44-1
- Das Mädchen mit wenig, PS. Feuilletons aus den zwanziger Jahren, und mit einem Nachwort von Walter Fähnders (a cura du), pubblicato: AvivA Verlag, Berlin 2015 - ISBN 978-3-932338-81-6